# Čičava
Čičava é um município da Eslováquia, situado no distrito de Vranov nad Topľou, na região de Prešov. Tem 5,29 km² de área e sua população em 2018 foi estimada em 1.336 habitantes.

## Demografia
| Ano:        | 1994 | 2004    | 2014    | 2024    |
| ----------- | ---- | ------- | ------- | ------- |
| Broj ljudi: | 719  | 979     | 1238    | 1379    |
| Razlika:    |      | +36,16% | +26,45% | +11,38% |

| Ano:               | 2023 | 2024   |
| ------------------ | ---- | ------ |
| Número de pessoas: | 1347 | 1379   |
| Diferença:         |      | +2,37% |